# Женщина-кошка
Же́нщина-ко́шка (англ. Catwoman), настоящее имя — Сели́на Кайл (англ. Selina Kyle) — персонаж, созданный Биллом Фингером и Бобом Кейном. Появляется в комиксах издательства DC Comics, обычно связанных с супергероем Бэтменом, дебютировав как Ко́шка (англ. the Cat) в Batman #1 (весна 1940). Женщина-кошка — одна из самых популярных врагов Бэтмена. Она также изображалась как антигероиня и является самой известной возлюбленной Бэтмена, во многих комиксах показаны их любовные отношения.

## Биография
Селина родилась в одном из беднейших кварталов Готэма. В детстве очень любила рисовать и даже хотела стать художницей. Её мать не очень заботилась о ней и её сестре Мэгги, предпочитая компанию кошек и жизнь в грёзах; она покончила с собой, когда Селине было шесть лет. Ещё через шесть лет умер её отец-алкоголик Брайан Кайл, частенько бивший своих детей.
Сёстры попали к разным опекунам и не видели друг друга долгие годы. В конце концов Селина очутилась в приюте. Жестокой директрисе была очень не по душе своенравность новой подопечной, и она регулярно избивала и запирала девочку. Но Селина не сдавалась: используя свои гимнастические навыки и природную наблюдательность, она научилась открывать замки и обходить системы безопасности. Сначала она просто забиралась на крышу, где мечтала о лучшей жизни.
Однажды ночью Селина проникла в кабинет директрисы и выяснила, что та присваивает переводимые приюту деньги. Пытаясь избавиться от опасной свидетельницы, директриса одурманила девочку и сбросила её в мешке в океан, однако холодная вода привела Селину в чувство и она смогла спастись. Она шантажировала директрису, заставив её уничтожить все записи о себе, освободила всех обитательниц приюта и устремилась к новой воровской жизни, так как считала её самым верным способом выжить в жестоком мире, сохранив при этом свободу и независимость.
Селина поселилась в готэмском Ист Энде и взяла под своё крыло молодую проститутку Холли, о которой заботилась, как о младшей сестре. В перерывах между грабежами, прячась от полиции, она для удобства притворялась коллегой Холли. Случайно повстречав группу ниндзя, обучаемую безруким сэнсэем, Селина пожелала присоединиться к ним. Она была первой женщиной, которую взялся тренировать сэнсэй, и вскоре стала лучшей в «классе», затмив предыдущего ученика № 1 — Кая, чем заслужила искреннюю ненависть последнего. Кай попытался напасть на Селину, но в награду получил шрамы на лице. Он обозвал противницу «Женщиной-Кошкой», себе же взял кличку Хеллхаунд («рус. адская гончая»). А Селина, вдохновившись примером недавно появившегося в городе Человека — Летучей Мыши, сделала себе костюм супер-героини и стала «Женщиной-кошкой».
В ранние годы своей карьеры Селина могла иногда прикидываться проституткой, чтобы без проблем проникать в богатые дома и выносить оттуда все, что посчитает нужным. В «Году первом» Селина показана 18-летней профессиональной проституткой, выступающей в роли домины и предлагающей клиентам садомазохистское развлечение. В свою самую первую ночь в качестве борца с преступностью Уэйн не использует костюм или маску, только грим; он попадает в готэмский Ист Энд, где вступает в драку с сутенёром Селины, Стэном, и с её совсем юной коллегой Холли Робинсон. Решив, что незнакомец обижает Холли, Селина присоединяется к его побитию. Позже, когда герой, уже в костюме Бэтмена, удирает от полиции на горящем складе, в толпе за ним наблюдают Холли и Селина, сразу обращающая внимание на преимущества, которыми обладает замаскированная личность. Она создаёт себе кошачий костюм и становится воровкой.
В более поздних комиксах неоднократно показывались романтические сюжеты о Кошке и Бэтмене. Со временем Селина сменила род занятий и переквалифицировалась из воровки и наёмницы в героиню. Как выяснилось позже, это произошло не без небольшой промывки мозгов от Затанны. За время своего геройства девушка успела застрелить преступника-садиста Чёрную Маску и родить дочь. Опасаясь за жизнь малышки, она отдала её на удочерение. Позже просит Затанну стереть воспоминания о Хелене и о её жизни Женщины-Кошки.
Роберт Асприн, Линн Эбби — Женщина-кошка / Catwoman (1992) — Действие романа происходит в том же мире, но отдельным эпизодом, не влияющим на остальной цикл. Селина Кайл — безработная, промышляющая грабежом преступников. Отношения с Бэтменом — нейтральные, несмотря на общих врагов.

## Силы и способности
Женщина-кошка обладает отличной спортивной и акробатической подготовкой, а также выносливостью, ловкостью, гибкостью и скрытностью. Её обучал боевым искусствам сам Дикий Кот. Женщина-кошка имеет определённую связь с кошками, когда они видят её, они сразу понимают, что она является их другом, кроме этого, кошки часто помогали ей в различных ситуациях. Кроме того, Селина имеет красивую внешность, которую она использует для соблазнения.

## Альтернативные версии
Во время событий Flashpoint Селина является героиней под псевдонимом Оракул. Она помогает Джиму Гордону и Бэтмену (которым в этой вселенной является отец Брюса — Томас) в поисках Джокера и пропавших детей Харви Дента.

## Вне комиксов

Актрисы, сыгравшие Женщину-кошку в игровых проектах:
Сверху: Джули Ньюмар, Ли Меривезер, Эрта Китт, Мишель Пфайффер
Снизу: Хэлли Берри, Энн Хэтэуэй, Камрен Бикондова и Зои Кравиц

### Фильмы
- Женщина-Кошка появляется в полнометражном фильме 1966 года. Её роль исполнила Ли Меривезер.
- В фильме «Бэтмен возвращается» история Селины Кайл радикально изменена: теперь она не воровка, выросшая на улицах Готэма, а секретарша бизнесмена Макса Шрека, догадывающаяся о его преступной деятельности. Когда у неё появляются доказательства, тот выталкивает её в окно. Она была воскрешена дворовыми кошками и получила некоторые их способности, сменив кроткий характер и неуверенность на кошачье неистовство и страсть. Сделав себе чёрный лаковый облегающий костюм кэтсьют и, вооружившись кнутом, и самодельным когтями из иголок от швейной машинки, Селина вышла на улицы Готэма, намереваясь отомстить своему боссу. Она стала второстепенной злодейкой, напарницей Пингвина и одновременно любовным интересом Бэтмена. В итоге она предположительно погибает от удара током от разбитого трансформатора, одной рукой прижимая к себе кабель, а другой обнимая Макса Шрека. В конце фильма, когда над Готэмом виден Бэт-сигнал Бэтмена, она снова прохаживается по крышам домов. В комиксах Селина — брюнетка, а в фильме — блондинка.
- Фильм «Женщина-кошка» не имеет отношения к комиксам о Бэтмене и является отдельным произведением. Главной героиней является Пэйшнс Филлипс — скромный и неуверенный в себе косметический дизайнер. Она случайно узнала, что новый омолаживающий крем её работодателей после прекращения использования попросту разрушает лицо, и попыталась доложить об этом в полицию, но была поймана с поличным и смыта в сточную трубу. Её воскресили дворовые кошки во главе с домашней кошкой породы египетский мау по имени Полночь. Сначала она вела себя как кошка только по ночам, когда она себя не контролировала, но потом узнала о своём превращении и приступила к сознательному расследованию своей смерти с целью отомстить и заодно спасти потенциальных жертв злополучного крема. Её костюм состоит из чёрного кожаного бюстгальтера, чёрных штанов, покрытых дырками, чёрных туфель с обрезанными носами, чёрных перчаток с алмазными когтями и маски кошки. По фильму, у Пэйшнс были предшественницы ещё со времён древнего Египта (в том числе Селина Кайл версии Тима Бёртона). Примечательно, что главная злодейка фильма погибла не от руки Пэйшнс (та принципиально никого не убивала), а покончила с собой, так как тоже пользовалась губительным кремом и пришла в ужас, увидев своё разрушенное лицо, которое любила больше всего. У Пэйшнс в фильме был роман с полицейским Томом Лоуном, который волей обстоятельств закончился расставанием.
- В фильме «Тёмный рыцарь: Возрождение легенды» Селина Кайл предстаёт как анти-героиня. Её прошлое не раскрывается, но на момент событий фильма она занимается воровством уже давно. Её нанимает коррумпированный бизнесмен Джон Даггет, чтобы украсть отпечатки пальцев Брюса Уэйна в обмен на программу «Чистый лист», которая уничтожит информацию о ней из всех баз данных. Селине это удаётся, параллельно она крадёт жемчужное ожерелье покойной матери Брюса. Уэйн замечает кражу и разоблачает воровку, но та скрывается. Селина передаёт отпечатки людям Даггета, однако те пытаются её устранить, но девушка хитростью ускользает из ловушки. Она нападает на Даггета в его доме, чтобы получить обещанное (хотя уже сомневается в его существовании), но воровку атакуют люди Бэйна. Брюс, вновь ставший Бэтменом, спасает Селину и предлагает ей «Чистый лист» в обмен на то, что Селина покажет убежище Бэйна. Девушка соглашается, но это оказывается западнёй: злодей угрожал ей, и Селина была вынуждена заманить Бэтмена в ловушку Бэйна, который избивает героя и открывает воровке его личность. Спустя пять месяцев Бэтмен возвращается в Готэм, захваченный Бэйном, и снова предлагает Селине сотрудничать, веря, что на самом деле она на стороне справедливости. Герой отдаёт ей флешку с программой «Чистый лист» и просит помочь освободить город от Лиги Теней. Для этого Брюс даёт ей Бэтпод, а сам использует летательный аппарат Бэт. Селина помогает избавиться от солдат Лиги и спасает жизнь Бэтмена, расстреляв Бэйна из пулемётов Бэтпода. В финале, когда Брюс решает пожертвовать собой и унести бомбу Бэйна на Бэт, Селина страстно целует его на прощание, дав понять о своих чувствах. После взрыва, инсценировавший свою смерть Брюс отходит от борьбы с преступностью, он и Селина уезжают в Европу и начинают жить вместе. В качестве подарка Брюс позволяет ей оставить себе ожерелье его матери.
До того, как на роль Селины была утверждена Энн Хэтэуэй, Кристофер Нолан сформировал свой список актрис, которые также могли сыграть в фильме — Кира Найтли, Джессика Бил, Кейт Мара и некоторые другие[14]. После начала съёмок Хэтэуэй призналась, что роль Женщины-кошки самая тяжёлая, в физическом смысле, в её карьере, особенно актрисе сложно было влезать в фирменный облегающий костюм персонажа[15]. Актриса тренировалась пять дней в неделю для этой роли, в том числе 4 часа физических упражнений и обучения трюкам и полтора часа танцев в день[16].
- На Женщину-кошку есть небольшая отсылка в фильме Зака Снайдера «Бэтмен против Супермена: На заре справедливости»: когда Брюс Уэйн ловит Диану Принс на краже накопителя данных, на который он переписывал данные о Люторе, он говорит ей: — «Я встречал таких как ты». Это прямой намёк на то, что в Расширенной вселенной DC уже существует Селина Кайл.
- В фильме Мэтта Ривза «Бэтмен» роль Женщины-кошки исполнила Зои Кравиц. В фильме она представлена как внебрачная дочь Кармайна Фальконе, подрабатывающая у него официанткой в ночном клубе. Когда внезапно пропадает её соседка (одновременно являвшаяся её любовницей), Селина принимает решение начать собственное расследование, в ходе которого встречает Бэтмена. Знакомство с Селиной заставляет Брюса немного пересмотреть свои взгляды на добро и зло. В итоге Селина узнаёт, что именно Фальконе убил её подругу, просто как лишнюю свидетельницу. После этого она хочет его ограбить и убить, но её опережает Загадочник. В конце Селина помогает Бэтмену не дать людям Нэштона устроить в городе хаос, после чего уезжает, решив, что Готэм уже не спасти. Женщиной-кошкой её в фильме не называют, но костюм и маску с кошачьими ушами она носит.
- Официально ведётся работа над фильмом Сирены Готэма, в котором появятся Харли Квинн, Ядовитый Плющ и Женщина-Кошка.

### Телевидение
- В телесериале «Бэтмен» 1960-х годов роль Женщины-кошки исполняли актрисы Джули Ньюмар и Эрта Китт. В сериале у неё нет настоящего имени и истории происхождения.
- В телесериале «Готэм» роль Селины исполняла молодая актриса и танцовщица Камрен Бикондова, а роль взрослой Селины в финальном эпизоде исполнила Лили Симмонс. Поскольку действие сериала начинается во времена гибели родителей Брюса, Селине здесь 13 лет. Она живёт на улице и промышляет мелкими кражами на пропитание. Была свидетельницей убийства Уэйнов и уговаривает Гордона, которому симпатизирует из-за его человечности, освободить её из детской тюрьмы в обмен на информацию. Проявляет взаимную симпатию к Брюсу Уэйну, что поначалу не нравится Альфреду. Во многом повлияла на становления Брюса как Бэтмена, наставляя его быть менее доверчивым к людям и знать, что в некоторых вопросах он может полагаться только сам на себя. Постепенно отношения Брюса и Селины все больше перерастают в романтические, поэтому она очень болезненно восприняла его десятилетнее отсутствие в финале, но после его возвращения в образе Бэтмена смогла его простить.

### Анимационные фильмы
- В «Бэтмен. Год первый» Женщина-Кошка устраивает выволочку Кармайну Фальконе (2011). Озвучка актрисы Элайзы Душко.
- Существует короткометражный анимационный фильм Витрина DC: Женщина-Кошка, посвящённый Женщине-Кошке.
- В Лего Фильм: Бэтмен Женщина-кошка состоит в команде злодеев, озвучивала её Зои Кравиц.
- Является одним из главных злодеев в мультипликационном фильме «Бэтмен: Возвращение рыцарей в масках».
- В мультфильме «Бэтмен: Тихо!» (2019), так же, как и в комиксе, Селина является одним из главных действующих лиц и любовным интересом Бэтмена. Сначала она представлена как злодей, позже как антигерой, ну а потом она встаёт на путь истинный и Бэтмен приводит её в Бэтпещеру. Это действие, означающее близость Селины и Брюса, делает Кошку потенциальной целью Хаша (в данной интерпретации это Загадочник), который решил убить Бэтмена, предварительно осквернив его репутацию и убив всех его близких. В финале Брюс и Селина, несмотря на свои чувства, принимают решение расстаться, так как понимают, что при таком количестве врагов он не сможет быть с ней безопасно.
- Появляется в мультфильме «Несправедливость», где встаёт на сторону Бэтмена против Супермена.
- В 2022 году вышел мультфильм «Женщина-кошка: Охота».
- "Бэтмен: Крестоносец в плаще" (2024 год). Роль озвучила Кристина Риччи. В музее, где выставлены драгоценности элиты Готэма, Брюс встречает наследницу известной семьи Селину Кайл, которая проявляет интерес к жемчугу его покойной матери Марты Уэйн. Столкнувшись с долгами отца, Кайл в образе «Женщины-кошки» начинает воровать драгоценности. После того, как её ловит и раскрывает её личность Бэтмен, она вдохновляется им, модернизировав свою машину и начав использовать технологические устройства. Окружной прокурор Готэма Харви Дент отказывается выдвигать обвинение против неё, так как нет чётких доказательств, что в случившемся не виновен сам Бэтмен. Предполагая, что Кайл попытается украсть жемчуг Марты, Брюс добивается у музея закрыть выставку пораньше, чтобы заманить Женщину-кошку. С помощью журналиста Бэтмен получает фотографии с места преступления, благодаря чему Кайл сажают в тюрьму.

### Видеоигры
Женщина-кошка появляется во многих компьютерных играх о Бэтмене. Иногда она является противницей главного героя, иногда союзницей.
- В игре The Adventures Batman and Robin 2 Женщина-Кошка также является врагом Бэтмена.
- В игре «Batman Returns» (1992) компании Malibu Interactive сделанной по одноимённому фильму Женщина-кошка появляется на нескольких миссиях и ведёт бой против Бэтмена. В конце сваливается с крыши дома и погибает, там её окружают уличные кошки[17].
- В игре-кроссовере «Mortal Kombat vs. DC Universe» супергерои и суперзлодеи мира комиксов DC Comics встретились с персонажами вселенной игр «Mortal Kombat» и вынуждены сражаться с ними, чтобы разъединить слившиеся миры. В окончании игры Женщины-Кошки говорится, что она овладела магией параллельной вселенной и приобрела способность по собственному желанию превращаться в чёрную пантеру. Теперь её никто никогда не поймает.
- В Batman: Arkham Asylum как персонаж Женщина-кошка в игре не появляется, но можно найти часть её костюма (её перчатки и очки) на выставке в старинном особняке. С ней связана одна из загадок Риддлера, разгадав которую, можно открыть её биографию. Её имя можно также увидеть в списке освобождённых Харли Квинн заключённых лечебницы Аркхэм.
- В Batman: Arkham City является вторым играбельным персонажем и ей уделено около 10 % игры. Женщина-кошка обладает меньшим набором умений и гаджетов. В процессе игры можно улучшать навыки героини и её броню. Также Женщина-кошка обладает отличным от Бэтмена стилем борьбы и режимом дополнительного зрения — «воровское зрение», и передвигается по городу с помощью когтей и кнута.

Главной целью при игре за Женщину-кошку является совершение краж на территории Аркхэма. Для совершения первой из них необходимо взломать сейф Двуликого. Селина попадается с поличным в руки Дента, которой хочёт её публично казнить, но, к счастью девушки, её спасает Бэтмен. Для следующей кражи воровке необходимо проникнуть в хранилище Хьюго Стрэнджа, для чего не обойтись без суперзлодейки Ядовитого плюща, с которой ей придётся сразиться. Ядовитый плющ первоначально отказывает в просьбе Селине, но в итоге всё же соглашается ей помочь. Селина успешно проникает внутрь хранилища, и собирается бежать с награбленным из Аркхэм-сити, но она отказывается от этой идеи, решая, что должна вернуть долг Бэтмену и спасти его от людей Стрейнджа.
Двуликий, злившийся на Селину за ограбление, решаёт снова её поймать, для чего крадёт все её драгоценности. Селина, конечно же, планирует вновь похитить драгоценности и идёт в музей на матч-реванш с Двуликим и его людьми. После своего поражения Дент сообщает Селине, что из украденного у неё, он оставил себе только половину, а вторую половину раздал, но Селина в итоге находит всю свою добычу.
Существует альтернативный конец игры, в котором Селина не приходит на помощь к Бэтмену, сбегая с награбленным из Аркхэм-сити. Бэтмена находят и убивают люди Стрейнджа, а весь Готэм-сити погружается в хаос.
- В игре Injustice: Gods Among Us в начале игры помогает Лексу Лютору, а в параллельном мире становится сторонницей режима Супермена, однако она сделала так из-за любви к Бэтмену, так как Супермен обещал оставить его в живых. В режиме истории после победы над Кал-Элом она решает не показываться Бэтмену, но оставляет интерес помогать людям.
- В LEGO Batman the Videogame Женщина-кошка является одной из помощниц Пингвина.
- Селина Кайл пытается сбежать из Аркхема в LEGO Batman 2, где её нужно остановить.
- В игре LEGO Batman 3 Женщина-кошка появляется на некоторых локациях, где можно выполнить её дополнительные миссии
- В игре Batman: Arkham Knight Женщина-кошка сначала появляется как заложница Загадочника и нужно найти 9 ключей, чтобы освободить её. Во время прохождения миссий является вторым управляемым персонажем, где переключение между Бэтменом и Женщиной-кошкой необходимо. Во время финальной битвы Бэтмена с Загадочником приходит на помощь Тёмному рыцарю. Является главной протагонисткой в DLC Месть Женщины-Кошки, события которого происходят после окончания основного сюжета.
- В игре Batman: The Telltale Series Женщина-кошка является одним из главных героев. В зависимости от действий игрока, она может завести отношения с Брюсом или стать его врагом.
- В игре Injustice 2 Женщина-кошка является участницей злодейской «общины», но предаёт их и переходит на сторону Бэтмена. В сюжете является противником Чёрной канарейки и Зелёной стрелы. На пару с Киборгом является главной героиней седьмого эпизода под названием «взлом с проникновением», а также играбельным персонажем. В режиме истории после победы над Брэйниаком она решает продолжить воровать в галактическом масштабе после дел на Земле.

## Критика и отзывы
- Женщина-кошка № 11 в списке «100 лучших злодеев комиксов по версии IGN»[18].
- Также № 20 в списке «100 лучших героев комиксов по версии IGN»[19].
- В 2016 году журнал «Rolling Stone» поместил Женщину-Кошку из сериала «Бэтмен» на 10 позицию в своём списке «40 величайших телевизионных злодеев всех времён»[20].
- Женщина-кошка заняла 51-е место в списке 100 величайших злодеев комиксов всех времён по версии журнала Wizard[21].
- Женщина-кошка заняла 23-е место в списке 100 самых сексуальных женщин в комиксах по версии журнала Comics Buyer's Guide[22].